# Zheng Guangzu
Pour les articles homonymes, voir Zheng (homonymie).
Zheng Guangzu (chinois 郑光祖, pinyin Zhèng Guāngzǔ) est un dramaturge chinois, né vers 1260, mort vers 1320.
Il est l'un des dramaturges les plus connus de la seconde période du zaju, la forme d'opéra chinois à l'honneur sous la dynastie des Yuan.
Zheng Guangzu est né à Pingyang (actuelle Hongchao, Shanxi). Il est l'un des dramaturges ayant favorisé la reconnaissance du zaju dans le sud, à Hangzhou plus particulièrement. Des dix-huit pièces qui lui sont attribuées, huit nous sont parvenues, dont cinq dont la paternité n'est pas discutée. Parmi elles on compte Zhou Meixiang (La Soubrette Fragrance de Prunus), Hanlin fengyue (Romance d'un académicien) et Qiannü lihun (L'Âme de Qiannü quitte son corps). Zheng Guangzu est aussi l'auteur de poèmes de forme qu.

## Traduction
- Tchao-meï-hiang, ou les Intrigues d'une soubrette, dans Théâtre chinois ou choix de pièces de théâtre composées sous les empereurs mongols, trad. M. Bazin Aîné, Imprimerie royale, Paris, 1838 [lire en ligne] sur archive.org / [lire en ligne] sur gallica.
- Le Mal d’amour de Qiannü ou L’Âme qui se sépara de son corps, comédie en prose et en vers composée par Zheng Guangzu (1265 ?-1330 ?),  [a cura di] Isabella Falaschi, Trieste, Università degli Studi, 2001, 209 p.